# Melek
Melek – wieś i gmina (obec) w powiecie Nitra, w kraju nitrzańskim na Słowacji. Znajduje się w południowo-wschodnich krańcach tego powiatu, nad potokiem Domovina na Nizinie Naddunajskiej.